# Danny Gummels
Danny Gummels is een Surinaams ruiter. Hij komt uit in races en springwedstrijden in Suriname en Guyana.

## Biografie
Hij is een zoon van Louise Gummels die in de jaren 1990 de manege Horseback Triangle oprichtte aan de Kwattaweg in Paramaribo. Hij nam deze later over. Later werd hij manegeleider en voorzitter van Club Neutraal aan de Noordpolderdam.
Met zijn manege heeft hij paardenraces en springwedstrijden georganiseerd. Hieraan neemt hij zelf ook deel, evenals aan wedstrijden die door anderen worden georganiseerd. Daarnaast traint hij ruiters, zoals Santusia Gummels die samen met hem ook dressuurexamens aflegt bij Club Neutraal.
Hij nam meermaals deel aan wedstrijden in Guyana, zoals in 2016 tijdens de Guyana Horse Race, een onderdeel van de onafhankelijkheidsviering, en de Guyana Cup van 2022 en 2023.